# Alfredo Asfura
Alfredo Asfura Mansour (Chillán, 1 de octubre de 1937 - 22 de marzo de 2024) fue un empresario y dirigente de fútbol chileno de ascendencia palestina. Fue reconocido como uno de los dirigentes chilenos más importantes de la historia y uno de los primeros en tener la condición de Agente Internacional FIFA.

## Biografía
Era hijo de la pareja de inmigrantes palestinos, Carlos Asfura y Emelie Mansour. 
Su padre viajó a América del Sur en 1908, escapando del agresivo alistamiento militar, en tiempos de la Siria otomana. Luego de pasar por Argentina, terminó estableciéndose en el poblado de San Carlos con solo 17 años de edad. Luego de volver a Palestina y contraer matrimonio con Emilie, una hija del exalcalde de Jerusalén, volvió a Chile en 1924. 
Tras el Terremoto de Chillán de 1939, la familia decide dejar el Ñuble y trasladarse a Curicó, tras perder su local comercial en uno de los grandes incendios que ocurrieron tras el poderoso sismo.

## Trayectoria Deportiva
Alfredo Asfura era hincha de Universidad Católica, siendo parte incluso de la barra del club cruzado durante su juventud. Posteriormente, fue invitado a formar parte de la dirigencia, dado su gran entusiasmo por participar en las actividades de la institución. 
En 1965 viajó a México a especializarse en la dirigencia deportiva. Luego, trabajaría por tres años ad-honorem en la FIFA.
Durante su trayectoria como dirigente, ocupó cargos en la gerencia técnica-deportiva de varios clubes entre 1961 y 1981, entre los que se cuentan Universidad Católica, Unión Española, Colo-Colo, Everton de Viña del Mar, entre otros. Destaca su trabajo en Unión Española siendo Organizador y Coordinador de la Gira a África en 1972. Mientras tanto, en Colo-Colo fue artífice de la contratación de Severino Vasconcelos y la conformación del plantel que ganaría el título de Primera División de Chile 1979.
Fue Mánager de la Selección Chilena de Fútbol entre 1972 y 1974, donde vivió uno de sus logros más importantes: Clasificar a la Copa Mundial de Fútbol de 1974.
Posteriormente, cumplió labores de Asesor Internacional de la Federación de Fútbol de Chile en 1983, 1987, 1998-2002 y 2006-2018. También ocupó el mismo cargo en Colo-Colo entre 2003 y 2005.
Era Comisario FIFA desde 1994, siendo miembro de la Confederación Sudamericana de Fútbol desde 1986 y miembro de la FIFA desde 1996. Fue director del Comité Ejecutivo de la Conmebol y cumplió funciones en la Asociación Nacional de Fútbol Profesional (ANFP) por casi sesenta años, hasta su retiro en 2018, bajo la administración de Arturo Salah.

He conocido 129 países, producto de haber visto 11 mundiales, 15 Copa América, decenas de juveniles sub 20 y sub 17, tanto sudamericanos como mundiales, Copas Libertadores, Sudamericanas, las eliminatorias, todo… Sólo con la selección chilena participé en 36 giras y alrededor de 500 partidos, con clubes diría que otras 35. Y luego están la infinidad de congresos de la FIFA, de la Conmebol, reuniones… Conocí África, Asia, Oceanía…
Alfredo Asfura en su libro "Mi Vida es una Pasión Redonda"

En sus últimos años dictó cursos y charlas, principalmente para el Instituto Nacional del Fútbol.

## Reconocimientos
| Distinción                                         | Año  |
| -------------------------------------------------- | ---- |
| Orden Cruzado Caballero de la Universidad Católica | 2006 |